# Virtual Machine Manager

Virtual Machine Manager (virt-manager) is based on libvirt and supports several Hypervisors

在電腦運算，紅帽公司的Virtual Machine Manager是虛擬機器管理員，可以讓使用者管理多個虛擬機器。

## 特性
Virtual Machine Manager可以讓使用者：
- 創建、編輯、啟動或停止虛擬機器。
- 查看並控制每個虛擬機器的控制臺。
- 查看每部虛擬機器的效能以及使用率。
- 查看每部正在運行中的虛擬機器以及主控端的即時效能及使用率資訊。
- 不論是在本機或遠端，皆可使用KVM、Xen、QEMU。

## 包含Virtual Machine Manager的發行版
Virtual Machine Manager以「virt-manager」為名的軟體包在下列發行版中提供：
- Arch Linux
- Debian（從第五版起提供）
- Fedora（自第六版開始提供）
- Frugalware Linux（英语：Frugalware Linux）
- Gentoo Linux
- Mandriva Linux（自2007年1月的版本起）
- openSUSE（自10.3版起提供）
- PC-BSD
- Red Hat Enterprise Linux（自第五版起提供）
- Ubuntu（8.04或更新版提供）
- Oracle Linux
- Scientific Linux

## 文件
Virtual Machine Manager及其官方網頁 （页面存档备份，存于）均包含了說明文件。
Red Hat Enterprise Linux的虛擬化說明文件提供了三項指引：管理 （页面存档备份，存于）、入門 （页面存档备份，存于）以及主控端的設置及客戶端安裝 （页面存档备份，存于）。
Ubuntu 8.04所附帶的虛擬化說明文件：Ubuntu伺服器指引。

## 外部連結
- 官方网站